# Türksat 1A
O Türksat 1A foi um satélite de comunicação geoestacionário turco construído pela Aérospatiale, ele seria operado pela Türksat. O satélite foi baseado na plataforma Spacebus-2000 e sua expectativa de vida útil era de 10 anos. O mesmo foi perdido após uma falha no lançamento.

## História
A Turquia esperava lançar dois satélites de comunicação geoestacionários para formar uma rede. Mas o Türksat 1A foi perdido em 24 de janeiro de 1994, em um foguete Ariane-44LP H10+ após sofrer uma falha no lançamento. O Türksat 1B foi bem sucedido em seu lançamento em 10 de agosto do mesmo ano e foi posicionado com sucesso a 42 graus de longitude leste.
O satélite foi baseado na série Spacebus-2000 da Aérospatiale com uma massa em órbita de pouco mais de uma tonelada métrica. A carga útil de comunicação consistia de 16 transponders em banda Ku com uma vida útil prevista de 10 anos ou mais. Um contrato para a construção do Türksat 1C para substituir o Türksat 1A foi assinado com a Aérospatiale em 1994 para um lançamento em 1996.

## Lançamento
O satélite foi lançado ao espaço no dia 24 de janeiro de 1994, às 21:37:00 UTC, por meio de um veículo Ariane-44LP H10+, lançado a partir do Centro Espacial de Kourou, na Guiana Francesa, juntamente com o satélite Eutelsat II F5. Os satélites foram perdidos devido a uma falha do veículo lançador. Ele tinha uma massa de lançamento de 1.743 kg.

## Capacidade e cobertura
O Türksat 1A era equipado com 16 transponders em banda Ku para prestar serviços telecomunicação à Turquia.